# Mario Chanes de Armas
Mario Chanes de Armas (La Habana, Cuba, 25 de octubre de 1927-Hialeah, EE. UU. 24 de febrero de 2007) fue un revolucionario cubano, veterano del asalto al Cuartel Moncada contra la dictadura de Fulgencio Batista, combatiente del ejército rebelde, fue encarcelado durante el gobierno de Fidel Castro, cumpliendo una pena de 30 años, fue el prisionero político más antiguo del mundo.

## Primeros años
Mario Chanes participa el 26 de julio de 1953 al famoso asalto al Cuartel Moncada, segunda fortaleza militar de importancia en la época, fue condenado junto a sus camaradas de entonces entre los que se encontraba Fidel Castro a la prisión en Isla de Pinos, más tarde con el indulto de Fulgencio Batista en 1955 parte a la ciudad de Miami, poco después es reclamado por Fidel para viajar a México donde organiza y participa la expedición del yate Granma, desembarca en Cuba el 2 de diciembre de 1956 junto a 81 compañeros más entre los que se encontraban, Fidel Castro, el Che Guevara, Raúl Castro, etc. En una entrevista concedida al Nuevo Herald en el 2003 en miami, recordó :
Un querido amigo nuestro, el fotógrafo Fernando Chenard Piña, conocía a un señor que se llamaba Fidel Castro Ruz y comenzamos a reunirnos en una casa de Prado 109, en La Habana ; Los que nos decidimos a combatir a Batista lo hicimos porque violó la constitución de 1940, y por el derecho de todos los ciudadanos a que nos respeten las leyes.
Tras el fracaso de la invasión logra escapar a La Habana donde participa activamente en la lucha clandestina, dirigiendo varios grupos de acción y sabotaje. El triunfo de la revolución el 1° de enero de 1959 lo sorprende en la cárcel. Liberado, se pone a colaborar con sus camaradas de lucha en la reconstrucción del país y colabora con el alto mando de la revolución.

## Encarcelamiento
Sin embargo pasado los primeros tiempos de efervescencia revolucionaria Chanes, debido a su alta posición en el gobierno, comienza a darse cuenta de los manejos internos del gobierno revolucionario para transitar hacia el socialismo. Poco a poco comienza a alejarse de los hermanos Castro y otros dirigentes hasta que se aísla en su casa. Se negó siempre a participar en las medidas de la nueva clase dirigente para afianzar la Revolución. 
Conoció los planes para instaurar un Estado socialista dentro de lo que los marxistas llaman "dictadura del proletariado". Opinando desde el inicio que eso no era lo mejor para Cuba, hombre de profundas convicciones democrático-burguesas que siempre fue, comienza a manifestarse abiertamente sobre estas cuestiones. Fue encarcelado en 1960, por el delito de "Conspirar de Palabra" y de un supuesto intento de asesinato de Fidel, cargo del que el siempre se declaró inocente y en el que no se le fue encontrado jamás un arma o un documento o prueba alguna. No obstante, fue condenado a 30 años de prisión por Conspiración. 
Recorrió prácticamente todas la cárceles cubanas de la época. Formó además parte de la histórica prisión de "Los Plantados" cuya trayectoria es narrada por uno de sus miembros, Ernesto Díaz Rodríguez, en su libro : Rehenes de Castro. Mario Chanes cumplió treinta años de prisión, sin haber nunca disparado un tiro, y sin haber nunca pertenecido jamás a alguna organización opositora. Su más grave falta, haber sido un moncadista que conspiró contra la naciente Revolución.
La prisión de Mario Chanes fue la más larga que cualquier otro prisionero político en el mundo no haya sufrido jamás. Su caso además fue el más olvidado en toda la historia del presidio político en Cuba. En la prensa oficial cubana simplemente su memoria fue completamente olvidada. Ningún periodista se atrevió a escribir alguna nota, jamás se le permitió indulto alguno, ni siquiera por cuestiones de salud. En la cárcel supo del nacimiento y muerte de su único hijo Mario de veintidós años, así como del fallecimiento de sus padres y su hermano.

## Excarcelación
Fue excarcelado el 16 de julio de 1991, justamente después de cumplir treinta años y algunos meses de prisión, tampoco en este momento la prensa cubana emitió una sola palabra. Poco después, marchó al exilio en Estados Unidos. Desde allí, continuó luchando por lo que creía. 
Mario Chanes fue siempre un hombre de principios, un Plantado, un hombre siempre fiel a sus ideas y un demócrata-burgués empedernido. Su amor por Cuba jamás se resquebrajó. Siempre se negó a arrepentirse de sus ideas y resistió los incontables intentos de la reeducación carcelaria cubana. Se autodefinió como Revolucionario y Demócrata. 
Junto a él, otro opositor a la Revolución y también asaltante del Cuartel Moncada Gustavo Arcos, cumplió pena, por expresar su oposición a Fidel Castro. Arcos viajaba en el mismo auto que Fidel cuando el asalto al Moncada y murió de causas naturales, en La Habana, en el 2006.